# Ich – Einfach unverbesserlich 4
Ich – Einfach unverbesserlich 4 (Originaltitel Despicable Me 4) ist eine US-amerikanisch-französische computeranimierte Filmkomödie von Chris Renaud aus dem Jahr 2024, die von Chris Meledandri und Brett Hoffman produziert wurde. Der Film ist die Fortsetzung von Ich – Einfach unverbesserlich 3 (2017) und der vierte Film der gleichnamigen Filmreihe. Der Film wurde von Illumination Entertainment produziert und wird von Universal Pictures vertrieben. Die Regie führte Chris Renaud, während Mike White und Cinco Paul das Drehbuch schrieben. Die Kinopremiere des Films war am 3. Juli 2024 in den Vereinigten Staaten und am 11. Juli 2024 in Deutschland.

## Handlung
Felonious Gru, Agent der Anti-Verbrecher-Liga (AVL) und ehemaliger Superschurke, nimmt an einem Klassentreffen in seiner ehemaligen Schule «Lycée Pas Bon» (französisch für „Schule Nicht Gut“) teil, wo er seinen Rivalen Maxime Le Mal wiedertrifft, der mit Gru im Streit liegt, weil dieser bei einem Talentshow-Auftritt in der neunten Klasse dasselbe Lied dargeboten hat, das auch er aufführen wollte, und ihm somit die Show gestohlen hat. Maxime präsentiert, dass er seinen Körper mit Kakerlakenteilen modifiziert hat, um stärker zu werden und die Welt zu erobern. Gru verhaftet ihn zwar mit Hilfe der AVL, jedoch flieht Maxime aus dem Gefängnis.
AVL-Chef Silas Ramspopo besucht den Haushalt der Grus einige Zeit später und informiert sie, dass Le Mal aus dem Gefängnis geflohen ist. Er zeigt Gru eine Videobotschaft von Le Mal, in der dieser eine Maschine präsentiert, die Menschen in Kakerlaken-Hybriden verwandelt und die er an Grus Sohn, Gru Jr., anwenden will. Deshalb siedelt die AVL die Familie Gru unter neuer Identität in ein Haus in der Stadt Mayflower um. Insbesondere die Mädchen leiden unter der Trennung von ihren Freundinnen und Haustieren sowie den neuen Namen, die sie tragen sollen.
Gru ist in seiner neuen Identität Vertreter für Solarmodule. Seine Frau Lucy soll Haarstylistin sein, versagt allerdings in ihrem neuen Job und nimmt Reißaus. Unterdessen werden die meisten Minions von der AVL aufgenommen, wo Ramspopo fünf von ihnen – Dave, Mel, Gus, Tim und Jerry – auswählt, um sie im Rahmen eines Experiments als „Megaminions“ mit erweiterten Kräften auszustatten: besonderer Stärke, einem Laserauge, Flugfähigkeit, vollkommener Körperflexibilität und besonderer Robustheit. Die Initiative wird jedoch abgebrochen, nachdem die Gruppe in einer Stadt mehr Schaden als Nutzen angerichtet hat, und die fünf Minions werden in den vorzeitigen Ruhestand versetzt. Sie behalten ihre Sonderkräfte und verwenden diese teilweise für ihre Hobbys; so brennt Mel mit seinem Laserauge Löcher in Käse.
In ihrer neuen, wohlsituierten Nachbarschaft treffen Gru und seine Familie ihre Nachbarn, Perry Prescott, seines Zeichens erfolgreichster Autoverkäufer des Landes, seine Frau Patsy und ihre Tochter Poppy. Poppy, eine aufstrebende Schurkin, erkennt Gru, der sich bei der Vorstellung oft verhaspelt und mit den neuen Identitäten durcheinander kommt. Sie kennt ihn aus seiner früheren Karriere als Schurke und droht ihm eines Abends heimlich, seine Tarnung auffliegen zu lassen, wenn er ihr nicht bei einem Raubzug hilft: Sie will das Maskottchen des Lycée Pas Bon, einen Honigdachs namens Lenny, stehlen, damit sie dort angemeldet werden kann. Den beiden gelingt es mit Hilfe der drei im Haushalt verbliebenen Minions – Phil, Ralph und Ron – sowie Gru Jr., Lenny aus der Schule zu stehlen. Die Schuldirektorin Übelschlecht identifiziert Gru jedoch anhand der Überwachungsaufnahmen und kontaktiert ihren früheren Lieblingsschüler Maxime, um ihn mithilfe eines Peilsenders an Lennys Halsband über Grus Aufenthaltsort zu informieren.
Am nächsten Tag, während Gru mit Perry Prescott im Countryclub Tennis spielt und Lucy sich mit Patsy Prescott unterhält, freundet sich Poppy mit Margo, Edith und Agnes an und führt ihnen Lenny vor. Als sie Besuch von Rektorin Übelschlecht bekommen, die die Mädchen über Grus Aufenthaltsort ausfragt, flüchtet Poppy mit Lenny heimlich, damit Übelschlecht ihn nicht findet. Gru und Lucy eilen nach Hause zurück, nachdem sie von Margo über den Besuch informiert worden sind, und kämpfen gegen Übelschlecht. Im Kampfgetümmel verlässt Gru Jr. jedoch das Haus. Während Lucy die AVL kontaktiert, die die Megaminions aus dem Ruhestand ruft, um Maxime aufzuhalten, entdeckt dieser Gru Jr. und entführt ihn.
Nachdem Gru das kakerlakenförmige Fluggerät von Maxime Le Mal und seiner Freundin Valentina nicht eigenständig hat verfolgen können, eilt ihm Poppy zur Hilfe und bringt ihn mit der fliegenden Kutsche, die sie bei der Flucht aus der Schule entwendet haben, auf Höhe des Fahrzeugs, wo Gru sich mit Mühe festhalten kann. In seiner Position verdeckt er die Windschutzscheibe, sodass das Fahrzeug auf einem im Bau befindlichen Hochhaus zum Stehen kommt.
Dort offenbart Maxime Le Mal, dass er Gru Jr. in einen Kakerlakenhybriden verwandelt hat, und kämpft mit Gru Jr. gegen Gru. Grus ermutigende Worte an seinen Sohn befreien diesen aus Maximes Bann und er greift Maxime an, sodass er zu Boden fällt. Die Megaminions treffen ein, um ihn festzunehmen, und überrennen ihn mit Rindern, Bienen, Möwen, Käse und Münzen.
Gru und seine Familie kehren in ihr altes Haus zurück, wo Dr. Nefario den Körper von Gru Jr. wieder normalisiert. Später besucht Gru Maxime im Gefängnis und gibt zu, dass er damals in der Schule absichtlich Maximes Nummer gestohlen hat. Jeder von ihnen ist überzeugt, mehr Talent zu besitzen als der andere, weshalb im Gefängnis der Anti-Verbrecher-Liga erneut ein Talentwettbewerb stattfindet. Dort führen beide gemeinsam „Jeder will die Macht über die Welt“ für die Gefangenen auf, darunter alle früheren Gegner von Gru. Poppy hat sich am Lycée Pas Bon eingeschrieben und singt mit ihren Freundinnen ebenfalls den Song.

## Entstehung und Veröffentlichung
| Figur                 | Originalsprecher   | Deutscher Sprecher   |
| --------------------- | ------------------ | -------------------- |
| Felonius Gru          | Steve Carell       | Oliver Rohrbeck      |
| Lucy Wilde            | Kristen Wiig       | Martina Hill         |
| Minions               | Pierre Coffin      | Pierre Coffin        |
| Maxime Le Mal         | Will Ferrell       | Jens Knossalla       |
| Agnes                 | Madison Skyy Polan | Luiza Kampf          |
| Poppy Prescott        | Joey King          | Lana Finn Marti      |
| Silas Ramspopo        | Steve Coogan       | Bernd Egger          |
| Edith                 | Dana Gaier         | Asya Tolaz           |
| Margo                 | Miranda Cosgrove   | Emilia Raschewski    |
| Rektorin Übelschlecht | Chris Renaud       | Isabella Grothe      |
| Valentina             | Sofía Vergara      | Iris Artajo          |
| Gru Jr.               | Tara Strong        | ?                    |
| Lucky                 | Frank Welker       | Frank Welker         |
| Carl, der Busfahrer   | John DiMaggio      | Werner Böhnke        |
| Perry Prescott        | Stephen Colbert    | Christoph Scheermann |
| Patsie Prescott       | Chloe Fineman      | Alina Merkau         |
| Melora                | Laraine Newman     | Heike Schroetter     |
| Dr. Nefario           | Romesh Ranganathan | Michael Pan          |

Die Entwicklung von Ich – Einfach unverbesserlich 4 begann im September 2017. Der Film wurde im Februar 2022 offiziell bestätigt. Die Produktion wurde im Juni 2022 begonnen, wobei Steve Carell nach „ein paar Sitzungen“ mit der Aufnahme seiner Stimme begann. Im Januar 2024 wurde bekannt gegeben, dass Will Ferrell, Joey King, Sofía Vergara, Stephen Colbert, Chloe Fineman und Madison Polan der Synchronbesetzung beitreten würden, wobei Ferrell, King, Vergara und Polan (anstelle von Nev Scharrel) die Stimmen von Maxime Le Mal, Poppy, Valentina und Agnes übernehmen würden. Es wurde außerdem bekannt gegeben, dass das Produktionsteam um den ausführenden Produzent von Der Super Mario Bros. Film, Brett Hoffman, als Co-Produzent und den langjährigen Ich – Einfach unverbesserlich- und Illumination-Autor Ken Daurio als Co-Autor erweitert wurde.
Die Synchronisation entstand bei Iyuno Germany in Berlin unter der Dialogregie sowie nach einem Dialogbuch von Frank Schaff.
Nachdem der Film am Startwochenende erfolgreich anlief und ein weltweites Einspielergebnis von 230 Millionen USD erzielte, sodass sich das Gesamteinspielergebnis des „Ich – Einfach unverbesserlich“-Franchises auf knapp 5 Milliarden USD erhöhte, bestätigen Universal und Illumination einen dritten Teil der Prequel-Reihe „Minions“ für 2027.
Bis zum 21. Juli 2024 erzielte der Film ein weltweites Einspielergebnis von 577,2 Millionen USD, von denen 260,1 Millionen in Nordamerika eingespielt wurden. Bis zum 21. Juli 2024 verzeichnete Ich – Einfach unverbesserlich 4 in Deutschland 1.441.094 Kinobesuche sowie ein Einspielergebnis von knapp 14,3 Millionen Euro.

## Kritiken
Ich – Einfach unverbesserlich 4 erhielt ein verhaltenes Presseecho, was sich auch in den Auswertungen US-amerikanischer Aggregatoren widerspiegelt. So erfasst Rotten Tomatoes ähnlich viele wohlwollende wie kritische Besprechungen und ordnet den Film dementsprechend als „Gammelig“ ein. Laut Metacritic fallen die Bewertungen im Mittel „Durchwachsen oder Durchschnittlich“ aus.